# ОдАЗ-9370
ОдАЗ-9370 — радянський і український двовісний вантажний напівпричіп, призначений для перевезення вантажів до 14 тонн. Випускався на Одеськом автоскладальному заводі з 1976 по 1997 рік. Основний тягач — КАМАЗ 5410 того ж типорозміру.

## Особливість
У напівпричепа ОдАЗ-9370 бортовий кузов і двосхилі колеса, як у автомобіля КАМАЗ 5410. Це дозволяє перевозити ліс, будівельні матеріали, пісок та інші вантажі. Також існувала версія фургона для перевезення меблів, продуктів харчування, побутової техніки та інших матеріалів, які потрібно захистити від вапняного нальоту.
Напівпричіп оснащувався робочої і стоянкової гальмівними системами барабанного типу, причому перша — з пневмоприводом, остання — з механічним приводом. Підвіска транспортного засобу балансирна, з реактивними штангами.

## Модифікація
- ОдАЗ-9370-0000030 — основна модифікація з бортовим кузовом.

- ОдАЗ-9370-0000020 — модифікація з тентом.

- ОдАЗ-9370-0000031 — модифікація з кузовом з додатковими дерев'яними бортами.

- ОдАЗ-9370-0000040 — фургон.

- ОдАЗ-9370-0001010 — шасі[7].

## В ігровій та сувенірній індустрії
Казанським об'єднанням «Елекон» випускається масштабна модель сідлового автопоїзда, що складається з тягача КАМАЗ 5410 і напівпричепа ОдАЗ-9370 в масштабі 1:43.